# Берёзовый рогачик
Берёзовый рогачик, или скромный рогачик, или берёзовый усач (лат. Ceruchus chrysomelinus) — жук семейства рогачей.

## Описание

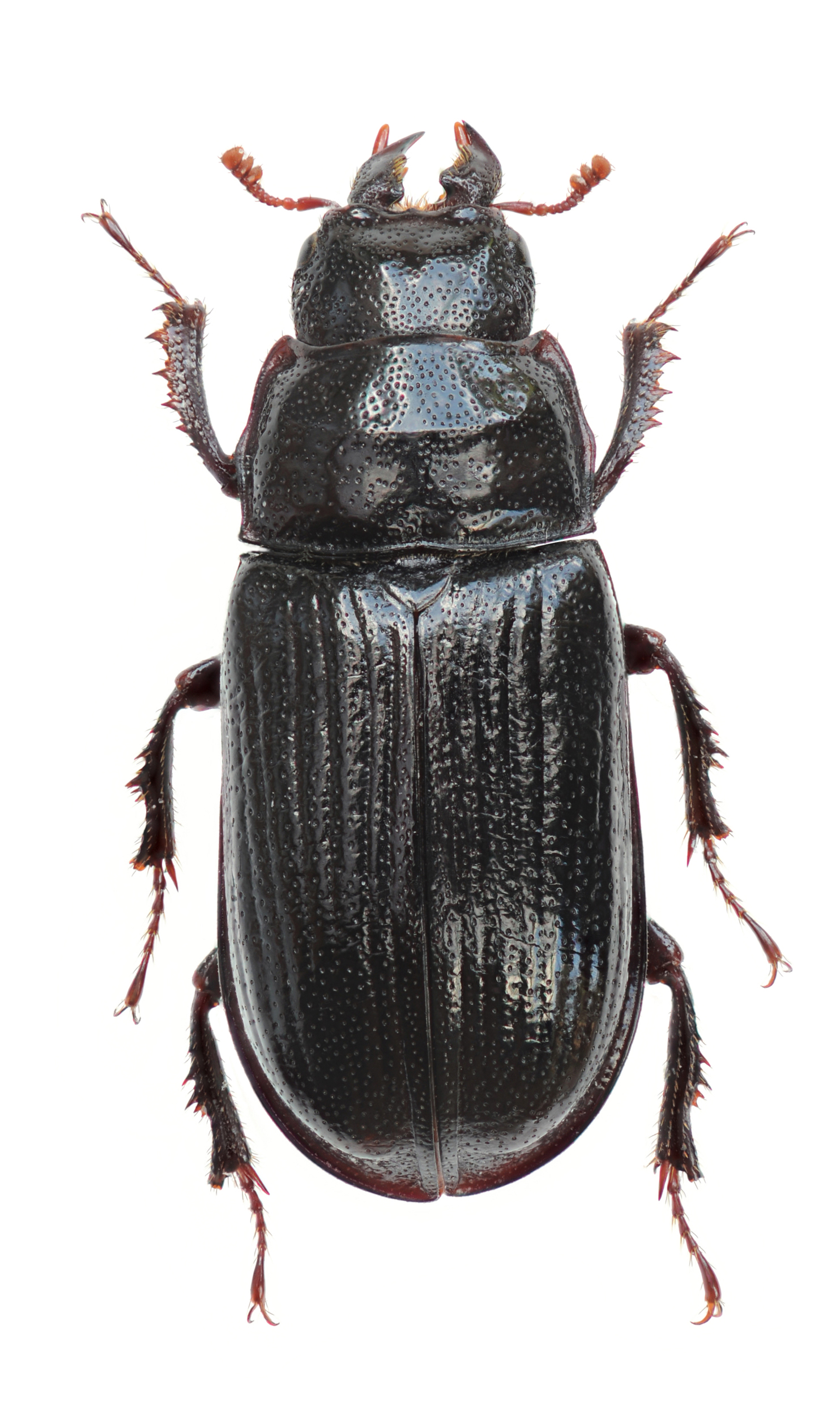
Самка

Общая длина самок от 12 до 16 мм, а самцы бывают двух форм:
- Ceruchus chrysomelinus f. major: самец длиной до 16 мм (не включая мандибул), а с мандибулами — до 21 мм;
- Ceruchus chrysomelinus f. minor: самец длиной до 14 мм (не включая мандибул), а с мандибулами — до 14 мм.

Личинки больше взрослых особей, достигают в длину 37 мм.

## Распространение
Ареал берёзового рогачика: Европа — от южной Норвегии, средней Швеции и Финляндии до южных гор. В России на север до Петрозаводска, Котласа и Серова — Северного Урала; на восток до Томска.

## Экология и местообитания
Обитают в хвойных и смешанных лесах. Встречаются небольшими группами, до 20 особей, в догнивающей берёзовой древесине. Жизненный цикл вида длится от 2 до 3 лет. Зимуют и во взрослом виде и личинкой.